# Botschafter
Ein Botschafter ist ein Diplomat und der beamtete oberste Beauftragte eines Staates in einem anderen Land oder bei einer internationalen Organisation. Er wird vom Außenministerium entsandt und ist der persönliche Repräsentant des Staatsoberhauptes seines Landes. Das diplomatische Corps eines Landes wird vom dienstältesten Botschafter, dem Doyen, geleitet, wenn nicht der Apostolische Nuntius vom Empfangsstaat zum Doyen bestimmt wurde.

## Rolle und Status eines Botschafters
Seine Aufgabe als Leiter einer Botschaft ist die Vertretung der Interessen seines Landes gegenüber dem Gastland, was enge Beziehungen zu Regierung, Opposition und gesellschaftlichen Organisationen im Gastland erfordert. Um die uneingeschränkte Interessenvertretung zu ermöglichen, wird Botschaftern als Diplomaten Immunität gewährt. Der repräsentative Wohnsitz des Botschafters und seiner Familie wird Residenz genannt und ist wie die Kanzlei der Botschaft kein exterritoriales Gebiet für den Gaststaat, sondern hinsichtlich seiner Unverletzlichkeit dem Schutz des Geländes der Botschaftskanzlei gleichgestellt (Art. 1 Buchstabe i WÜD).
Ein Botschafter hat die Politik seines Entsendestaats zu vertreten und dabei die bilateralen Beziehungen zum Empfangsstaat zu pflegen. Ferner obliegt es ihm, Informationen über die Lage und Entwicklungen im Empfangsstaat zu sammeln, zu analysieren und zu berichten.
Ausländische Botschafter werden üblicherweise mit „Exzellenz“ angeredet. Gegenüber dem Botschafter des eigenen Landes verwendet man schlicht „Frau Botschafterin“ respektive „Herr Botschafter“. Ein Apostolischer Nuntius, ein päpstlicher Gesandter im Botschafterrang, wird traditionell mit „Hochwürdigste Exzellenz“ angeredet. Die Gesamtheit des diplomatischen Personals in einem Gastland wird als Diplomatisches Corps bezeichnet.

### Deutschland

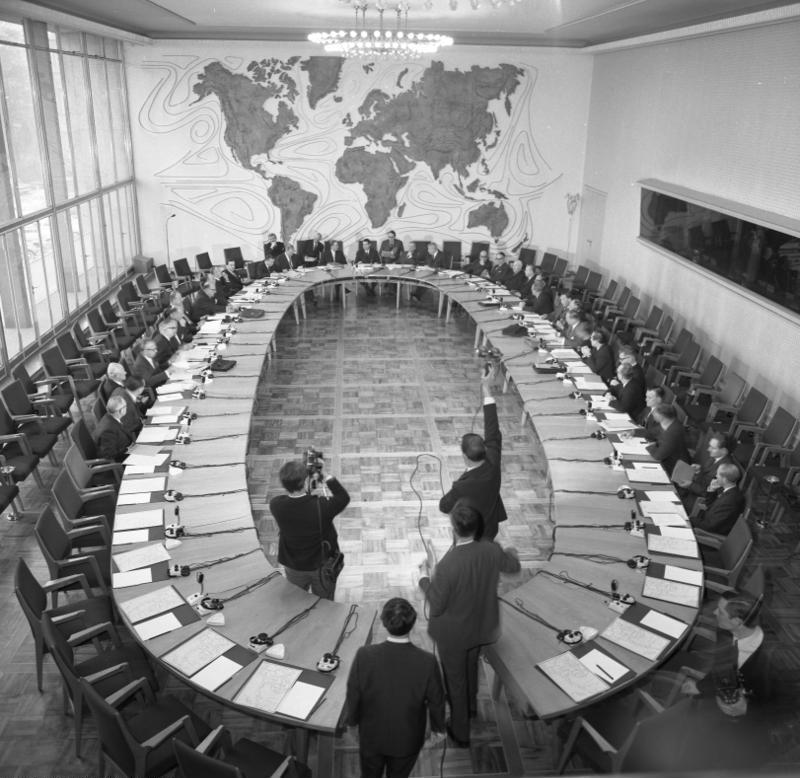
Konferenz der Botschafter aus Asien im Weltsaal des Auswärtigen Amtes in Bonn (1965)

Botschafter der Bundesrepublik Deutschland sind vom Bundespräsidenten ernannte Beamte des höheren Auswärtigen Dienstes. Der Botschafter fungiert nach § 3 Absatz 3 Satz 2 Gesetz über den Auswärtigen Dienst als persönlicher Vertreter des Bundespräsidenten bei dem Staatsoberhaupt des Empfangsstaates. Alle Botschafter ab Besoldungsgruppe A 16 gelten nach § 54 Absatz 1 Nr. 2 Bundesbeamtengesetz als politische Beamte, können also jederzeit in den einstweiligen Ruhestand versetzt werden, sofern sie Beamte auf Lebenszeit sind. Im Gegensatz zu anderen Ländern werden in Deutschland traditionell nur selten ehemalige Politiker zu Botschaftern ernannt. Zu den wenigen Ausnahmen gehören der vormalige Bundestagspräsident Philipp Jenninger (CDU), die ehemalige Staatsministerin im Auswärtigen Amt Ursula Seiler-Albring (FDP), der ehemalige Staatssekretär Rudolf Dreßler (SPD) und die frühere Bundesbildungsministerin Annette Schavan (CDU).
Die Besoldung der Leiter der deutschen Auslandsvertretungen richtet sich nach der Größe und Bedeutung des Gastlandes. Das Amt eines Botschafters ist grundsätzlich mindestens in die Besoldungsgruppe A 16 eingruppiert. Lediglich die Ämter der deutschen Botschafter in den 14 Staaten Botsuana, Brunei, Burundi, Dschibuti, Eritrea, Gabun, Gambia, Haiti, der Republik Kongo, Liberia, Montenegro, Sierra Leone, Südsudan und Tschad sind (Stand 2024) in die Besoldungsgruppe A 15 eingruppiert. Die Ämter der Leiter von 17 Botschaften und vier Ständigen Vertretungen sind (Stand 2024) nach Besoldungsgruppe B 9 bewertet: in Ägypten, Äthiopien, Brasilien, China, Frankreich, Indien, Indonesien, Israel, Italien, Japan, Mexiko, Polen, Russland, Spanien, der Türkei, dem Vereinigten Königreich, den Vereinigten Staaten und beim Heiligen Stuhl, bei den Vereinten Nationen in New York City, beim Büro der Vereinten Nationen und bei den anderen internationalen Organisationen in Genf, bei der Europäischen Union in Brüssel und bei der Nordatlantikpakt-Organisation in Brüssel. Wie alle im Ausland eingesetzten Angehörigen des Auswärtigen Diensts erhalten auch Botschafter Auslandszuschläge (§ 53 Bundesbesoldungsgesetz), die den materiellen Mehraufwand sowie allgemeine und dienstortbezogene immaterielle Belastungen der allgemeinen Verwendung im Ausland abgelten sollten.

### Österreich
Botschafter der Republik Österreich werden vom Bundespräsidenten auf Vorschlag der Bundesregierung ernannt. Der Botschafter fungiert als persönlicher Vertreter des Bundespräsidenten bei dem Staatsoberhaupt des Empfangsstaates.
Das Bundesministerium für Europa, Integration und Äußeres unterhält momentan in 82 Staaten Botschaften, Generalkonsulate und Kulturforen. Darüber hinaus kommen mehrere Ständige Vertretungen bei Internationalen Organisationen. Geregelt sind Aufgaben und Organisation des auswärtigen Dienstes im gleichnamigen Statut von 1999. Die Auslandsvertretungen sind formal eine Dienststelle des Ministeriums und unterstehen einem Dienststellenleiter (bei Vakanz einem Geschäftsträger ad interim, § 4 Z. 3), mit einem Kanzler für die zusammenfassende Behandlung der administrativ-technischen und haushaltsmäßigen Angelegenheiten (§ 5). Auslandsvertreter haben besondere Dienstpflichten (§ 18,19) und werden im Rotationsprinzip besetzt (§ 15).

### Schweiz
Botschafter der Schweizer Eidgenossenschaft werden durch den Bundesrat, die Bundesregierung der Schweizerischen Eidgenossenschaft, berufen. Dies meist auf Vorschlag des Eidgenössischen Departements für auswärtige Angelegenheiten (EDA).
Das EDA unterhält momentan 170 Botschaften, Generalkonsulate und Kooperationsbüros sowie Missionen bei internationalen Organisationen.